# Kozárov
Kozárov (deutsch Kosarow, früher Kozarow) ist eine Gemeinde in Tschechien. Sie liegt neun Kilometer südwestlich von Kunštát und gehört zum Okres Blansko.

## Geographie
Kozárov befindet sich in der Sýkořská pahorkatina, einer Untereinheit der Nedvědická vrchovina in der Böhmisch-Mährischen Höhe. Das Dorf liegt am westlichen Fuße des Babylon (656 m) in der Quellmulde des Baches Kozárovský potok. Durch Kozárov verläuft die Grenze zwischen den Naturparks Svratecká hornatina und Lysicko. Nördlich erheben sich der Kozárovský kopec (664 m) und Láze (642 m), im Südosten die Kraví hlava (566 m) und Westen der Sýkoř (702 m).
Nachbarorte sind Bedřichov im Norden, Kunčina Ves im Nordosten, Dlouhá Lhota, Brťov-Jeneč und Zhoř im Südosten, Rašov im Süden, Chrastová, Strhaře und Kopaniny im Südwesten, Žleby im Westen sowie Osiky und Brumov im Nordwesten.

## Geschichte

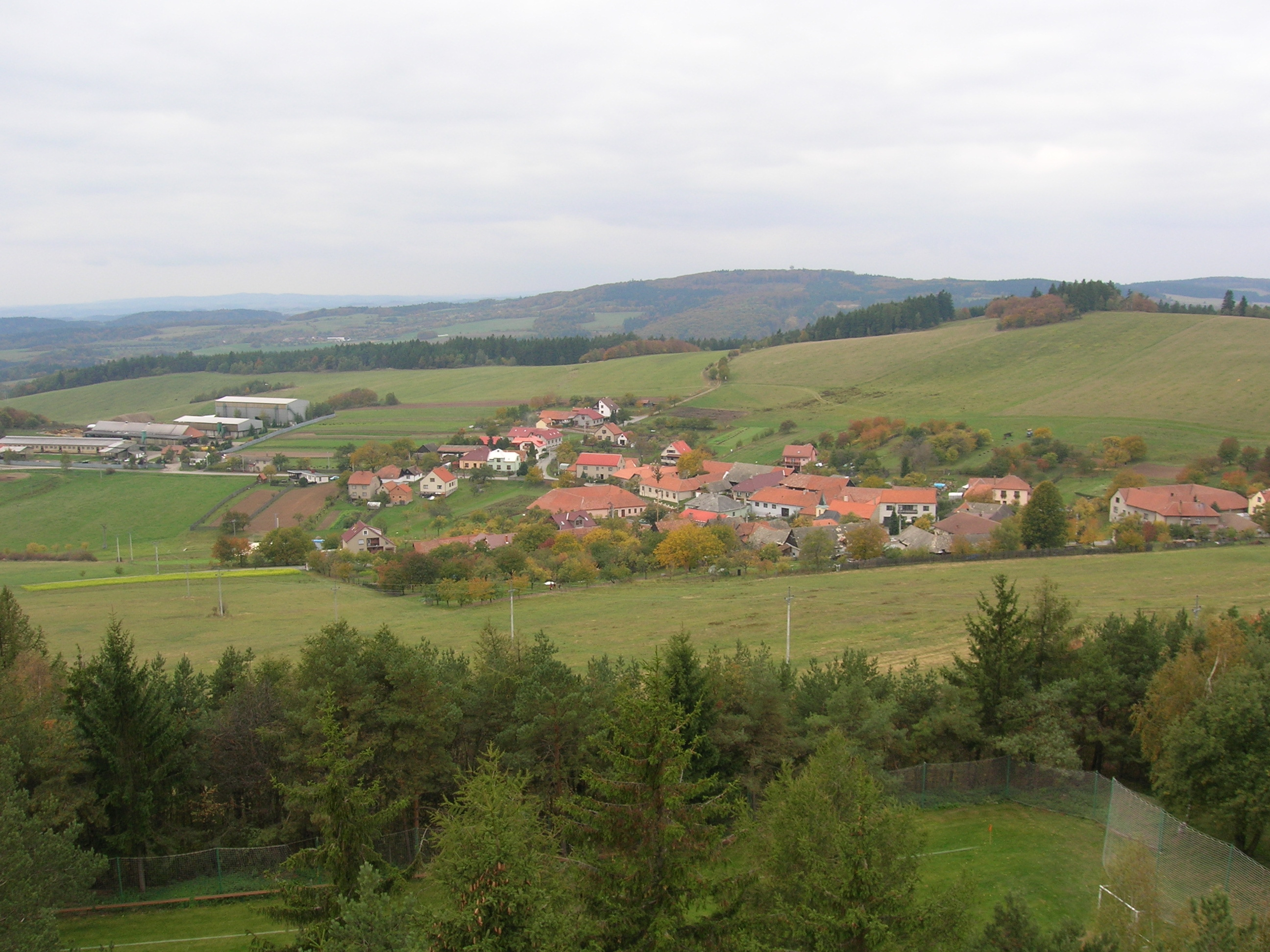
Ortsansicht

Die erste schriftliche Erwähnung des zur Herrschaft Lomnice gehörigen und aus 16 Häusern bestehenden Dorfes Kozarow erfolgte im Jahre 1601, als Karl der Ältere von Zerotein die Herrschaft für 20.000 Gulden an Ulrich von Kaunitz verkaufte. Während des Dreißigjährigen Krieges verödete der Ort und in den 1660er Jahren war in Kozarow nur neun Häuser bewohnt. Die Böden waren wenig ertragreich, so dass Kozarow ein armes Dorf blieb. Im Zuge der Frondienste wurde im Ort ein Wirtshaus errichtet, das das Schenkrecht für Lomnitzer Bier erhielt. Im Jahre 1785 wurde ein Bauer vor dem Wirtshaus wegen schlechter Erfüllung der Fronleistungen zur Schau gestellt und mit der Abgabe der Hälfte seines Grund- und Bodens an die Schenke bestraft. 1793 bestand das Dorf aus 20 Häusern.
Nach der Aufhebung der Patrimonialherrschaften bildete Kozárov mit den Ortsteilen Strhaře und Žleby ab 1850 eine Gemeinde in der Brünner Bezirkshauptmannschaft und Gerichtsbezirk Tischnowitz. Im Jahre 1854 lebten in dem Dorf 207 Menschen. Seit der Mitte des 19. Jahrhunderts gewann die Hausweberei als Nebenerwerb immer mehr an Bedeutung. Auf den Feldern wurde Flachs angebaut und in Kozárov bestanden vier Flachsdarren. Daneben verdienten sich einige der Bewohner ihnen Lebensunterhalt als Holzfäller in den herrschaftlichen Wäldern. 1880 lösten sich Strhaře und Žleby los und bildeten eine eigene Gemeinde. Zwischen 1880 und 1910 erreichte die Hausweberei ihren Höhepunkt, in jedem Haus von Kozárov wurde damals mindestens ein Webstuhl betrieben. Seit 1896 gehörte die Gemeinde zum neu gebildeten Bezirk Tischnowitz. Im Jahre 1900 lebten in den 36 Häusern von Kozárov 189 Menschen. Ein Unwetter mit Wolkenbruch verursachte am 27. Mai 1922 beträchtliche Schäden. Durch das Dorf entstand eine bis zu 2 m breite Ausspülung sowie die Brunnen und der Teich mit Sand und Gestein verschüttet. Bei der Parzellierung des zur Herrschaft Lysice gehörigen Hofes Kunčina Ves erhielten 1924 zum Zuge der Bodenreform auch Bewohner von Kozárov Land zugeteilt. Im Jahre darauf wurde der Kozárovský potok im Dorf reguliert. Zwischen 1927 und 1931 erfolgte der Bau einer Straße nach Kozárov. Am 1. Jänner 1928 bildete sich eine Freiwillige Feuerwehr. Während der deutschen Besetzung unterstützen einige Bewohner von Kozárov die in der Gegend agierenden Partisanen. Am 2. April 1945 wurde das Dorf von der Gestapo umstellt, nach dem dieser ein Partisanenversteck bekannt geworden war, und die fünfköpfige Familie Vejrosta sowie zwei weitere Bewohner nach Letovice verschleppt. Marie, Josefa und Josef Vejrosta wurden am 24. April zu Tode gefoltert. 1959 hatte Kozárov 180 Einwohner. Nach der Auflösung des Okres Tišnov kam Kozárov mit Beginn des Jahres 1961 zum Okres Blansko. Am 1. Juli 1980 erfolgte die Eingemeindung nach Lysice. 1988 war die Einwohnerzahl auf 130 zurückgegangen. Seit 1990 besteht die Gemeinde Kozárov wieder. Im Jahre 2000 bestand das Dorf aus 52 Häusern und hatte 114 Einwohner.

## Gemeindegliederung
Für die Gemeinde Kozárov sind keine Ortsteile ausgewiesen.

## Sehenswürdigkeiten
- Kapelle der hl. Anna, erbaut 1914–1919
- Kozárovský kopec, nördlich des Dorfes, Aussichtspunkt
- Babylon, auf dem südöstlichen Gipfel des Kozárovský kopec befindet sich ein 42 m hoher Sendeturm mit einer in 24 m Höhe angebrachten Aussichtsplattform. Er wurde Ende 2000 vom Unternehmen Ericsson als Basisstation für das Mobilfunknetz Oskar errichtet
- Kozárovský hájek, Waldgebiet nordwestlich von Kozárov